# Jan Scholte
Jan Hendrik Scholte (Weesp, 5 gennaio 1910 – Amsterdam, 1º giugno 1976) è stato un pallanuotista olandese.
Ha fatto parte dei Paesi Bassi che raggiunse i quarti di finale ai Giochi di Amsterdam 1928, giocando tutte le partite e segnando un goal.